# وفاة تشان ين لام
وفاة تشان ين لام هي فتاة مراهقة من هونج كونج أثارت الكثير من التكهنات والجدل بسبب ظروفها غير العادية. حدثت وفاة تشان أثناء احتجاجات هونج كونج عام 2019، مما أثار تكهنات من قبل المتظاهرين المناهضين للحكومة حول سبب الوفاة. كان لام طالبة تبلغ من العمر 15 عامًا وتوفيت في 19 سبتمبر 2019 أو بعده بفترة وجيزة. تم العثور على جثتها العارية عائمة في البحر بالقرب من ياو تونغ، هونغ كونغ، في 22 سبتمبر 2019. وبعد تشريح الجثة الأولي، أكدت الشرطة عدم الاشتباه في وجود جريمة قتل وأن تشان قتلت نفسها، ويرجع ذلك جزئيًا إلى تاريخها المعروف من المرض العقلي والذهان وإيذاء النفس ومحاولة الانتحار.
مع ذلك، زعم المحتجون أنها قُتلت على يد سلطات هونج كونج فيما يتعلق بمشاركتها في احتجاجات هونج كونج عام 2019. انتهى تحقيق الطبيب الشرعي بإجماع هيئة المحلفين على إصدار حكم مفتوح، بعد أن استبعد القاضي كو واي هونج القتل والانتحار كأسباب محتملة بسبب عدم كفاية الأدلة. أكد المتظاهرون أن الحكومة هي التي دبرت وفاتها جزئيًا بسبب عدم وجود أدلة متاحة للجمهور على وفاتها. إضافة إلى ذلك، فإنهم يعتقدون أن والدة تشان متورطة في المؤامرة المزعومة بسبب قبولها لموقف الحكومة، وتم اعتقال بعض المتظاهرين بتهمة مضايقة والدة تشان.

## الخلفية
كانت تشان ين لام، المعروف أيضًا باسم كريستي تشان، تبلغ من العمر 15 عامًا. كان والداها منفصلين. كان لديها خلفية عائلية معقدة ومحاولات هروب من المنزل. قبل اختفائها، كانت تقيم في دار للفتيات. التحقت بمستشفى بوك أوي وكلية تانغ بوي كينج التذكارية في هونج كونج، وبدأت قبل أيام قليلة من اختفائها دورة تدريبية في كلية الشباب التابعة لمجلس التدريب المهني. عملت أيضًا بدوام جزئي في تجارة المطاعم. تشير التقارير الإعلامية إلى أن تشان فازت بجوائز في مسابقات السباحة بين المدارس.  كانت تشان قد تلقت تدريبًا منتظمًا في الغوص وكانت ذات يوم عضوًا في فريق الغوص.
وقعت وفاة تشان على خلفية احتجاجات هونج كونج 2019-2020، وانعدام الثقة المتزايد في الحكومة والعداء تجاه الشرطة. وبحسب أصدقائها، ورغم أن تشان شاركت في الاحتجاجات، فقد أكدت الشرطة أنها لم تُعتقل أثناء الاحتجاجات.

## الاختفاء والموت
غادرت تشان مجموعة من الأصدقاء في يوم 19 سبتمبر في الساعة 14:15، في مي فو وأرسلت رسالة إلى بعض الأصدقاء تفيد بأنها ستعود إلى المنزل. وكانت هذه رسالتها الأخيرة قبل اختفائها. أصدر الأصدقاء تقريرًا عن اختفاء امرأة بعد فشلها في الظهور مرة أخرى، واتصلت عائلتها بالشرطة في 21 سبتمبر. وبحسب لقطات كاميرات المراقبة في كلية الشباب التي التحقت بها، غادرت الحرم الجامعي حافية القدمين وسارت باتجاه الواجهة البحرية بالقرب من تسونغ كوان. تم الإبلاغ عن اختفائها بعد يومين.
أكدت هيئة تنظيم المترو أن عمال النظافة في المحطة عثروا على هاتف محمول وبعض القرطاسية التي تخص تشان على الأرض بالقرب من مخرج محطة تيو كينج لينج. اتصل موظفو المحطة بأفراد عائلة تشان، وهو ما أكدته سجلات مكالمات الهاتف المحمول. وقد قام أحد أفراد عائلتها بإسترجاع الممتلكات المفقودة بعد يومين.
في الساعة 11في يوم 22 سبتمبر/أيلول، شاهد رجل كان يمارس الصيد جسمًا عائمًا على شكل إنسان على بعد 100 متر من ساحل قمة الشيطان. تم إرسال قوارب شرطة هونج كونج، وتبين أن الجثة كانت لامرأة عارية. وذكرت الشرطة في البداية أن الضحية كانت أنثى يشتبه في أن عمرها يتراوح بين 25 و30 عامًا، ويبلغ طولها 1.5 متر، وبنيتها متوسطة، وشعرها أشقر طويل. وفي 9 أكتوبر/تشرين الأول، ردًا على استفسارات وسائل الإعلام، أكدت الشرطة أن الجثة العارية تعود إلى تشان البالغ من العمر 15 عامًا.
طلبت الشرطة في البداية الحصول على مذكرة من المحكمة في 27 سبتمبر على أساس أن القضية كانت جريمة قتل، لكنها غيرت التصنيف إلى "العثور على جثة". قوبلت المقابلة التي أجرتها والدتها لاحقًا وتأكيد الشرطة على أن تشان انتحرت ببعض الشك، كانت هناك شكوك في أن تشان انتحرت غرقًا لأنها كانت سباحة حائزة على جوائز. علاوة على ذلك، أدى تراجع الثقة في الحكومة والشرطة، وتغيير التسمية، إلى تداول الشائعات على وسائل التواصل الاجتماعي. وترددت شائعات عن قيام الشرطة ومسؤولين حكوميين بقتلها بسبب مشاركتها في احتجاجات هونج كونج عام 2019 ثم قاموا بتغطية وفاتها. وقد نفت الشرطة والحكومة في هونج كونج هذه الإدعاءات. كما روجت المنشورات والصور ومقاطع الفيديو المؤيدة للحكومة لادعاءات لا أساس لها من الصحة بأن قوات أجنبية كانت وراء المظاهرات.

#### لقطات من HKDI
طالب أصدقاؤها في معهد هونج كونج للتصميم حيث كانت تتعلم بالإفراج عن لقطات كاميرات المراقبة بتاريخ 19 سبتمبر عندما شوهدت تشان آخر مرة في الحرم الجامعي. في 15 أكتوبر، وبعد اعتصام، وافقت إدارة الحرم الجامعي على المطالب ونشرت بعض اللقطات الجزئية، لكن الطلاب الساخطين طالبوا باللقطات الكاملة غير المحررة في مهلة نهائية مدتها 30 دقيقة. وعندما فشلوا في الالتزام بالموعد النهائي، تعرضت مباني المدرسة للتخريب، وتم إتلاف كاميرات المراقبة، وتم تشغيل جهاز إنذار الحريق. وقد أوقفت هيئة التدريب المهني لاحقًا جميع الفصول الدراسية في الفترة من 15 إلى 17 أكتوبر. وقد أصدرت لجنة التعليم في فيكتوريا منذ ذلك الحين مقاطع فيديو إضافية من كاميرات المراقبة بعد أن احتشد 200 طالب داخل الحرم الجامعي لدعم نداء عبر الإنترنت لمقاطعة الفصول الدراسية إلى أجل غير مسمى، وسط تعليق الدراسة.
وبعد أن كشف معهد التصميم عن مقاطع فيديو المراقبة، وناشدت والدة الفتاة وضع حد للتكهنات حول وفاة تشان، واصل الطلاب المطالبة بإصدار لقطات متكاملة من كاميرات المراقبة يومي 29 و30 أكتوبر. واتهم المتظاهرون الملثمون المدرسة بالتقليل من أهمية الموقف؛ واستمروا في إتلاف المرافق والمعدات في الحرم الجامعي لمدة يومين، وانتهى الأمر باستدعاء الشرطة.
أشارت الشائعات عبر الإنترنت إلى أن الفتاة في اللقطات كانت محتالة، وأن ممثلة ظهرت في بعض عمليات التستر التي قامت بها السلطات ( على الرغم من عدم وجود أدلة كافية لدعم هذا الادعاء). في تحقيق الطبيب الشرعي، حدد أفراد أسرة تشان والعاملون الاجتماعيون والأصدقاء الفتاة في اللقطات على أنها تشان. أكد جدها، هو يون لوي، أنه رأى تشان بنفس الملابس في صباح يوم 19 سبتمبر. وقد قبلت هيئة محلفين محكمة الطبيب الشرعي في حكمها أن الفتاة في اللقطات هي تشان.

#### حرق الجثة
تم حرق جثة تشان في 10 أكتوبر، في اليوم التالي لتأكيد الشرطة أن الجثة هي لجثة تشان. أثيرت الشكوك حول حرق جثة تشان على عجل بعد وفاته بفترة وجيزة، لكن الشرطة ردت بأن الطبيب الشرعي قد سمح بهذه العملية، علق طبيب الطب الشرعي السابق فيليب بيه سوان ليب بأن ظروف اكتشاف جثة تشان وحرقها كانت مشبوهة: فاكتشاف جثث عارية تمامًا في البحر يُعامل عمومًا على أنه مشبوه ويتطلب تحقيقات شاملة. واتفق بيه على أن جثة تشان تم حرقها على عجل، وحث الشرطة على إصدار مزيد من المعلومات حول تشريح الجثة وإجراء تحقيق طبي شرعي.

#### مقابلة ومضايقة والدة تشان
في مقابلة مع قناة أخبار تي في بي في 17 أكتوبر، قالت والدة تشان، إنها بعد الاطلاع على جميع لقطات كاميرات المراقبة ذات الصلة، اعتقدت أن وفاة ابنتها كانت انتحارًا. وقالت إنها على الرغم من أنها كانت تشك في البداية في الوفاة، إلا أنها قالت إن ابنتها لم تكن مستقرة عاطفياً، وربما كانت تعاني من الذهان لأن الهلوسة السمعية المتكررة منعتها من النوم. وقالت إن ابنتها شاركت ذات مرة في توزيع نشرات الاحتجاجات في يونيو، لكنها أصيبت بخيبة أمل بحلول يوليو. وأضافت أنها تعرضت للتحرش منذ وفاة ابنتها، مما أدى إلى تعرضها للتحرش في العمل والاتصال بها هاتفياً على مدار الساعة. توسلت هو إلى عامة الناس لإنهاء التكهنات وتركها بمفردها.
وقد أثار البعض الشكوك حول هوية هو في الأيام الأولى التي أعقبت وفاة تشان. كان لديها شعر طويل وارتدت قناعًا جراحيًا في مقابلتها التلفزيونية، لكن بعض الأشخاص عبر الإنترنت أشاروا إلى صور فيسبوك لوالدة تشان بشعر أقصر في يوليو 2019 للتشكيك في هوية هو كأم تشان. أثبت اختبار الحمض النووي الذي أجري لصالح محكمة الطبيب الشرعي في 9 يوليو 2020 هوية هو باعتبارها والدة تشان. في 24 أغسطس 2020، تم القبض على شخصين بتهمة ارتكاب جرائم تتعلق بالنظام العام بعد أن قام حشد بمضايقة هو أثناء مغادرتها جلسة محكمة الطبيب الشرعي.

## تحقيقات محكمة الطب الشرعي
أُجري تحقيق طبي شرعي في أواخر أغسطس وأوائل سبتمبر 2020 للتحقيق في سبب وظروف وفاة تشان ين لام.

#### الحالة العقلية
ذكرت العاملة الاجتماعية وونغ ين لاي أنه في مارس/2019، حاولت تشان خنق نفسها بكيس بلاستيكي، الأمر الذي أدى إلى إرسالها إلى مستشفى توين مون، لكن وونغ اعتبرت ذلك محاولة للهروب من منزل بناتها. قال الدكتور لام تشي بانج من مستشفى توين مون إن تشان كان لديه نية إيذاء نفسه وتم تشخيصه باضطراب الإجهاد الحاد واضطراب التحدي.  قال الطبيب النفسي يونغ يو هانج من مستشفى كاسل بيك، الذي زار تشان في مستشفى توين مون بعد أن أحدثت أضرارًا في مرافق دار الفتيات في 19 أغسطس 2019، إن تشان كشفت له أنها كانت تسمع صوتين في رأسها يلومانها وبالتالي بدأت في إيذاء نفسها، لكنها لم تكن تريد الانتحار. كما كرر لام تشي بانج والطبيبة النفسية سارة تيريزا تشونج نفس الملاحظة بأن تشان لم تكن ترغب في قتل نفسها. تذكرت وونغ أنه بعد خروج تشان من المستشفى في 22 أغسطس، أخبرتها تشان أنها سمعت أصواتًا داخل رأسها عندما لم تنم جيدًا. قالت وونغ أيضًا إن تشان بدت طبيعية بعد تناول المهدئات، لكنها غير متأكدة مما إذا كانت تشان قد توقفت عن تناولها قبل وفاتها.
بصفتها شاهدة خبيرة، قالت الطبيبة النفسية الشرعية روبين هو (هو مي يي) أن تشان بدت وكأنها تعاني من أعراض أمراض عقلية متعددة وأن أعراضها (مثل حالتها الذهنية المربكة وسلوكها المتقلب وشكاويها من سماع أصوات غير موجودة، تشير إلى أنها عانت من مرحلة مبكرة من الذهان ، وهي حالة تجلب خطرًا أعلى للانتحار وقد تؤدي إلى صعوبة في تنسيق الجسم أثناء النوبة.  وزيادة خطر إصابة تشان بالمرض العقلي بسبب تاريخ عائلتها حيث تم نقل والدها إلى المستشفى عدة مرات لعدة أشهر في كل مرة بسبب ذهانه.  وفقًا لما ذكره هو، أظهر سلوك تشان علامات تشير إلى احتمال حدوث انهيار ذهاني في الفترة التي سبقت وفاتها.
وفي الحكم، قالت هيئة المحلفين إنهم لم يتمكنوا من التأكد مما إذا كان تشان قد أظهر أعراضًا ذهانية في 19 سبتمبر 2019. وأشاروا إلى فشل هيئة المستشفى في متابعة حالات المراهقين الذين يعانون من مشاكل الصحة العقلية بشكل فعال، خاصة بعد أن علمت لجنة التحقيق أن تشان ربما أصيبت بأعراض ذهانية قبل شهر من وفاتها.

#### الساعات الأخيرة
قال تشيو كوان يي، زميل تشان في الدراسة، إن تشان أظهرت سلوكًا غريبًا في اليوم الأخير قبل اختفائها.  عاد تشان إلى المدرسة في الساعة 1:00 صباحًا، استخدمت حقيبة مدرسية لزميلة في الفصل كوسادة للنوم على أرضية الفصل، لكنها استيقظت بعد 10 دقائق بعد أن حثها المعلم وزملاؤها في الفصل مرارًا وتكرارًا، وشرحت تأخرها لتشيو في رسالة على واتساب قائلة "إنه أمر مخيف للغاية. لقد أمضيت الليل كله مستيقظة وأحزم الأشياء. جنون". بعد انتهاء فصلها في الساعة 12:00 مساءً، كانت تشان تنظف خزانتها المدرسية لمدة نصف ساعة وقالت لتشيو إنها ستعود إلى حرم تسونغ كوان أو في تلك الليلة لكنها لم تقدم سببًا لذلك. ثم ذهب تشان وتشيو معًا إلى محطة مترو تيو كينج لينج واستقلا القطار، لكن تشان رفض الجلوس وجلس على الأرض بدلاً من ذلك. لم تغير تشان القطار في محطة مي فو، كما تفعل عادة مع تشيو، وقالت إنها لن تعود إلى المنزل في ذلك المساء. في رسالة على واتس آب، كتبت تشان أنها ذهبت إلى محطة الأمير إدوارد ووصلت إلى مركز تسوق في تسيم شا تسوي. آخر رسالة لشان، أرسلت في الساعة 5.18 رئيس الوزراء، كان عبارة غامضة هذا أمر سيئ للغاية منكم يا رفاق"، لكن تشيو قالت إنها لم تفهم ما يعنيه ذلك. قال هو يون لوي، جد تشان، إن تشان كانت تحزم أمتعتها في غرفتها طوال الليل وكانت تشكو من سماع أصوات تجعل من الصعب عليها النوم.
استمعت المحكمة إلى أن تشان، كما ظهر في لقطات أمنية، عاد إلى محطة تيو كينج لينج في الساعة 5.40 مساءًا وتركت بعض ممتلكاتها الشخصية بما في ذلك هاتف محمول خارج مخرج المحطة "أ" قبل أن تبتعد. وقال تشونج لام كين، ضابط التحكم في المحطة، إنه علم أن والدة تشان كانت خارج هونج كونج ولم تكن تعرف مكان وجود ابنتها عندما استخدم الهاتف للاتصال بالأم بعد ساعة واحدة.
صرح تشان كا تشون، خريج معهد هونغ كونغ للتصميم، أنه رأى تشان يتجول بلا حذاء في محطة تيو كينج لينج حوالي الساعة 7.20. مساءا.  وزعم سائق سيارة أجرة تشاو تاي لاي أن تشان ركبت سيارتها وطلبت أن تتم نقلها إلى موقع بناء بجوار محطة مترو أنفاق لوهاس بارك ، على بعد بضع مئات من الأمتار من أحد الكورنيش، في تلك الليلة ولم تتمكن هيئة المحلفين من التحقق من صحة بيان تشاو في غياب الإثبات، وخلصت إلى أن تشان ظهر آخر مرة داخل محطة تيو كينج لينج بعد الساعة 7 مساءً. مساء يوم 19 سبتمبر 2019.
أظهرت الشرطة مجموعة من اللقطات التي تظهر تشان، وهي ترتدي حذاءً في البداية ثم حافي القدمين، وهو يتجول في معهد هونج كونج للتصميم لمدة 70 دقيقة من الساعة 5.50 إلى 7 مساءًا عندما غادرت المبنى بدون حذاء باتجاه مجمع سكني قريب. في اللقطات، شوهدت تشان وهي تترك وراءها بعض متعلقاتها؛ وقد سمعت المحكمة أنه تم العثور على بعضها على مقعد في منصة الطابق B في المبنى. قال ليونج بو يي، المسؤول الإداري في هيئة تنظيم الاتصالات في هونج كونج، إن متعلقات تشان - بما في ذلك بطاقة الهوية، وبطاقة الطالب، والهاتف المحمول، وبطاقة الأخطبوط تم تسليمها في وقت لاحق من تلك الليلة. قالت الشرطة إن بطاقة الأخطبوط كانت مملوكة لشخص آخر فقد البطاقة قبل عام واحد من وفاة تشان ولم يكن يعرف تشان.  قال لي أنه لم يتم العثور على حذاء تشان.

#### فحص الجسم
وقال لاو ين كاي، الرجل الذي اكتشف الجثة، إنه ذهب هو وابنه لصيد السمك على متن قارب في الساعة العاشرة. في يوم 22 سبتمبر 2019 بالقرب من قمة الشيطان، بعد ذلك رأوا الجثة تطفو في الماء. قال المشرف على المنطقة البحرية مان واي تشيونج، الذي فحص الجثة بعد نقلها جواً إلى قاعدة المنطقة البحرية في ساي وان هو في 22 سبتمبر/أيلول 2019، إنه لم يجد إصابات كبيرة على الجثة من شأنها أن تسبب الوفاة. قال ضابط الشرطة تشان كووك وينج إن رئيسه مان واي تشيونج حكم بأن القضية مشبوهة لأن الجثة كانت عارية تمامًا، لكن مان نفى أن يكون قد قام بمثل هذا التصنيف لأنه لم يتمكن من تقديم نتيجة أولية بشأن ظروف الوفاة بسبب حالة الجثة المتحللة وعدم وجود إصابات مميتة واضحة.  عندما سألته هيئة المحلفين عما إذا كان من الممكن غسل ملابس تشان، أجاب مان أن ذلك ممكن لأن ملابس الصيف أخف وزناً.
صرح أخصائيو الطب الشرعي لاي ساي تشاك وجاريك لي (لي يوك واه)، اللذان أجريا تشريح الجثة ،أن هناك احتمالًا واضحًا أن يكون تشان قد غرق، نظرًا لعدم وجود إصابات مميتة واضحة على الجسم والمؤشرات التي تشير إلى أن الجسم كان في الماء لفترة طويلة، لكنهم خلصوا إلى أنه لا يمكن تأكيد سبب الوفاة بسبب تحلل الجسم. قد حددوا أن تشان توفيت خلال 24 ساعة بعد اختفائها في 19 سبتمبر 2019. كانوا يعتقدون أن الجثة بقيت في الماء لفترة طويلة، حيث كان هناك تساقط وتبييض واسع النطاق للجلد على الأطراف. وجدوا أيضًا أن الجثة كانت سليمة نسبيًا على الرغم من التحلل، مما يشير إلى أن تشان لم تتعرض للعنف أو الاعتداء الجنسي قبل وفاتها. صرح لي أنه لم تكن هناك إصابات مميتة أو إصابات دفاع عن النفس على الجسم، وأنه لم يكن هناك أي مخدرات أو سموم في الجسم ولكن لا يمكن إجراء اختبار دم للكحول بسبب تحلل الجسم. ولم يجد واي وينج كونج، الكيميائي، أي دليل قاطع على تعرض تشان للاعتداء الجنسي، حيث لم يكن هناك أي أثر للحمض النووي لشخص آخر في المهبل أو تحت الأظافر. قالت لي وينج مان، خبيرة تكنولوجيا المختبرات، إنها لم تجد أي أقمشة داخل أظافر تشان، وهو ما قد يشير إلى نزاع قبل الوفاة، لكنها أشارت إلى أنه من الممكن أيضًا أن يكون قد جرفها تيار البحر إذا كان موجودًا. صرح هونغ ياو هين، وهو خبير في علم السموم الشرعي، أنه خلص إلى أن تشان لم تتناول أي دواء أو عقاقير في الأيام التي سبقت وفاتها.
تحدى أستاذ الطب وأخصائي الطب الشرعي فيليب بيه بصفته شاهدًا خبيرًا، الاقتراح القائل بأن تشان غرقت بنفسها. قال به إنه كان من المزعج للغاية أن تكون الجثة عارية تمامًا عندما تم اكتشافها في الماء، حيث يمكن إزالة الملابس الفضفاضة ولكن من غير المرجح أن تزول الملابس الضيقة مثل الملابس الداخلية بشكل طبيعي. واتفق على أنه من الصعب تحديد طريقة الوفاة بسبب تحلل الجسم، لكنه أشار إلى أن حجم السوائل الموجودة في رئتي تشان كان أقل بكثير وغير متساوٍ بشكل غير عادي مقارنة بحالات الغرق النموذجية. وردًا على ذلك، قال لي إنه لا يستطيع تفسير النتائج، لكنه يستطيع فقط تخمين أن أحد جانبي الرئتين يحمل المزيد من السوائل بسبب التحلل السريع في الجانب الآخر. وقال بيه أيضًا إن أدلة الحمض النووي للإعتداء الجنسي ربما تم تخفيفها في الماء. كما انتقد قرار علماء الأمراض بعدم إجراء اختبار الدياتوم على الجسم، حيث سيتم العثور على الدياتومات من المياه القريبة في الجسم لتحديد ما إذا كان الشخص قد غرق.
وخلصت هيئة المحلفين إلى أن تشان توفي في الفترة ما بين ليلة 19 سبتمبر واليوم التالي. كما استنتجوا أنها وجدت عارية لأنها دخلت الماء بدون ملابس وليس أن الأمواج القوية جرفت الملابس. وأوصوا بأن تقوم وزارة الصحة بإجراء اختبار الدياتوم في الحالات التي لا يمكن فيها تحديد سبب الوفاة بسبب تحلل الجثة.

#### الحكم
استبعد القاضي كو واي هونغ الانتحار والقتل كأسباب محتملة لوفاة تشان بسبب عدم وجود أدلة كافية لدعم ذلك. وذكر أنه لا يوجد دليل على أن تشان تعرض للاعتداء، أو أنها تحمل ضغائن أو تشاجرت مع أي شخص، أو كانت تحت تهديد الأذى الشخصي، أو تحت تأثير الأدوية أو المخدرات، فضلاً عن أن التسمم بمادة مخدرة مجهولة لا أساس له في الحقائق الثابتة. وأضاف أن الأدلة غير متوافقة مع الانتحار، مستشهدًا بمعيار الإثبات بما لا يدع مجالاً للشك المعقول. وأفضت التحقيقات إلى صدور حكم مفتوح، حيث لم تتمكن هيئة المحلفين من تحديد سبب وظروف وفاة تشان. وقد صدر هذا الحكم بالإجماع من قبل هيئة المحلفين المكونة من خمسة أشخاص.
بعد صدور حكم التحقيق، قالت شرطة هونج كونج إنها مستعدة لاتخاذ إجراءات أخرى في القضية ووجهت نداءً عامًا لأولئك الذين لديهم معرفة بالقضية للتقدم. أمرت الشرطة باحتجاز أحد هواتف تشان المحمولة، وهو آيفون، لمدة عام وإجراء مزيد من التحقيقات إذا تم الحصول على أدلة جديدة من الجهاز، تم العثور على الهاتف مقفلاً، وبالتالي لا يمكن استرجاع البيانات منه.